# Monika Elwenspoek
Monika Elwenspoek (auch Monika Wittek und Monika Wittek-Elwenspoek; * 14. April 1941; † 15. Dezember 2001) war eine deutsche Übersetzerin.

## Leben
Monika Elwenspoek war verheiratet mit dem Übersetzer Otto Bayer. Sie war Mitglied des Verbandes deutschsprachiger Übersetzer/innen literarischer und wissenschaftlicher Werke.

## Werk
Elwenspoek übersetzte Kriminalromane und andere Bücher von Donna Leon, Magdalen Nabb, Ruth Rendell, E. C. Bentley, Irene Dische und anderen. Ihre Übersetzungen wurden in neuerer Zeit wieder aufgelegt.

## Familie
Monika Elwenspoek war Tochter von  Curt Elwenspoek und dessen 4. Ehefrau Hildegard Gertrud Zeidler (* 20. April 1915; † nach April 1959, Heirat mit Curt Elwenspoek 1939).
Monika Elwenspoek war Halbschwester von Wilm Wolfgang Elwenspoek. Dieser war Sohn von Curt Elwenspoek und dessen 1. Ehefrau Charlotte Elisa Karolina Hirschberg (* 24. Oktober 1889 in Aachen; † 1972 in Stuttgart, Heirat mit Curt Elwenspoek 1910).
Monika Elwenspoek war Tante des Physikers und Hochschullehrers Michael Curt Elwenspoek, Sohn von Wilm Wolfgang Elwenspoek.

## Übersetzungen (Auswahl)
- Edmund C. Bentley: Trent's letzter Fall, Diogenes, 1988, ISBN 978-3-257-21628-8
- Irene Dische: Fromme Lügen: Sieben Geschichten, Eichborn, 1989, ISBN 978-3-8218-4401-5
- Donna Leon: Venezianisches Finale: Commissario Brunettis erster Fall, Diogenes, 1995, ISBN 978-3-257-22780-2
- Rosellen Brown: Davor und danach („Before and after“). Diogenes Verlag, Zürich 1996, ISBN 3-257-22851-1
- Ruth Rendell: Schuld verjährt nicht, Augsburg: Bechtermünz Verlag, 1997, ISBN 3-86047-882-6
- Lesley Glaister: Blicke der Frauen, Piper, 1998, ISBN 978-3-492-22529-8
- Jack Ritchie: Auch Frauen lassen morden, Diogenes Verlag, Zürich 1998, ISBN 978-3-257-22999-8
- Magdalen Nabb: Tod in Florenz: Ein Fall für Guarnaccia, Diogenes Verlag, Zürich 1998, ISBN 978-3-257-22550-1

### Hörspiele (Auswahl)
- 1992: Irene Dische: Eine Jüdin für Charles Allen (gemeinsam mit Otto Bayer) – Bearbeitung und Regie: Irene Schuck (Hörspielbearbeitung – SWF)
- 1995: Irene Dische: Fromme Lügen (gemeinsam mit Otto Bayer) – Bearbeitung und Regie: Irene Schuck (Hörspielbearbeitung – MDR)
  - Auszeichnung: Hörspiel des Monats Juli 1995
- 1995: Jack Ritchie: Phantombild – Bearbeitung und Regie: Marina Dietz (Hörspielbearbeitung, Kurzhörspiel, Kriminalhörspiel – BR)
- 1997: Jack Ritchie: Der Philosoph – Bearbeitung und Regie: Marina Dietz (Hörspielbearbeitung, Kurzhörspiel, Kriminalhörspiel – BR)
- 1997: Jack Ritchie: Mörderischer Mond – Regie: Marina Dietz (Hörspielbearbeitung, Kurzhörspiel, Kriminalhörspiel – BR)
- 1997: Donna Leon: Aus Studio 13: Die Fälle des Commissario Brunetti: Venezianisches Finale (2 Teile) – Regie: Hans Gerd Krogmann (Hörspielbearbeitung, Kriminalhörspiel – SDR/DLR Berlin/WDR)
- 1997: Donna Leon: Die Fälle des Commissario Brunetti: Endstation Venedig (2 Teile) – Regie: Hans Gerd Krogmann (Hörspielbearbeitung, Kriminalhörspiel – SDR/DLR Berlin/WDR)
- 1998: Donna Leon: Die Fälle des Commissario Brunetti: Venezianische Scharade (2 Teile) – Regie: Hans Gerd Krogmann (Hörspielbearbeitung, Kriminalhörspiel – SDR/DLR Berlin/WDR)
- 1998: Shelagh Stephenson: Fünferlei Schweigen – Regie: Klaus Mehrländer (Original-Hörspiel – WDR)
- 1999: Donna Leon: Acqua Alta (2 Teile) – Regie: Hans Gerd Krogmann (Hörspielbearbeitung, Kriminalhörspiel – SWR/DLR Berlin/WDR)
- 1999: Donna Leon: Die Fälle des Commissario Brunetti: Vendetta (2 Teile) – Regie: Hans Gerd Krogmann (Hörspielbearbeitung, Kriminalhörspiel – SDR/DLR Berlin/WDR)
- 1999: Donna Leon: Sanft entschlafen (2 Teile) – Regie: Hans Gerd Krogmann (Hörspielbearbeitung, Kriminalhörspiel – SWR/DLR Berlin/WDR)
- 2000: Donna Leon: Nobiltà (2 Teile) – Regie: Leonhard Koppelmann (Hörspielbearbeitung, Kriminalhörspiel – SWR)
- 2002: Jack Ritchie: Hakengimpel – Regie: Marina Dietz (Hörspielbearbeitung, Kurzhörspiel, Kriminalhörspiel – BR)

Quelle: ARD-Hörspieldatenbank